# Västra Sönnarslövs landskommun
Västra Sönnarslövs landskommun var en tidigare kommun i dåvarande Kristianstads län.

## Administrativ historik
Kommunen bildades i Sönnarslövs socken i Södra Åsbo härad i Skåne när 1862 års kommunalförordningar trädde i kraft. Namnet var före 17 april 1885 Sönnarslövs landskommun.
Vid kommunreformen 1952 uppgick kommunen i Klippans köping som ombildades 1971 till Klippans kommun.

## Politik

### Mandatfördelning i Västra Sönnarslövs landskommun 1938-1946
| 3 | 11 | 6 |

| 19 |

| 20 |

| 18 |

| 13 | 7 |

| 18 |